# Barri de la Immaculada
El barri de la Immaculada és una barriada de Reus situada a la carretera de Riudoms que es va iniciar cap a l'any 1930 quan es va començar a parcel·lar una part del mas del Romà Sardà. Aquesta finca era vora el camí Vell de Riudoms, a uns 25 minuts a peu del centre de Reus.
Josep Tost, dirigent veïnal del barri, diu que l'any 1937, Gabriel Ferreter, un propietari d'uns magatzems de vi dedicat a l'exportació i comerciant a l'engròs, tenia una finca a les Forques Velles que va urbanitzar i parcel·lar en fraccions de 400 metres quadrats i amb grans facilitats econòmiques per la compra.
En aquella època les parcel·les les compraven la gent de Reus i eren més aviat hortets per a entretenir-se els dies de festa. El poblament massiu hi va arribar els anys 1945-1950 al recollir l'emigració andalusa i extremenya amb edificacions auto-construïdes. El barri no duia encara aquest nom i s'anomenava «les barraques de la carretera de Riudoms» o «la colònia del mas del Ferreter». S'hi van afegir els terrenys dels masos de Rovellat, de l'Edelmir i del Llauradó. La urbanització del barri va trigar molts anys. En un principi no hi havia aigua corrent, i els habitants es van fer pous que al menys tenien 25 metres de fondo. No hi havia clavegueram ni llum elèctrica, situació que no va canviar fins ben entrats els anys seixanta. Un altre dels problemes del barri en els seus inicis va ser la presència dels barrancs de Pedret i de l'Escorial, que en èpoques de pluja aïllaven el barri per la manca d'accessos adequats.
El barri va ser un lloc on hi va haver una important lluita veïnal, tot i que l'associació de veïns no es va constituir fins a finals dels anys setanta. La mobilització del barri es dirigia a demanar l'asfaltat dels carrers, a resoldre la inseguretat, reivindicava la remodelació dels ponts que l'unien amb la ciutat, la cobertura dels barrancs, etc. L'escola del barri, anomenada Escola Alberich i Casas, va jugar un paper important al potenciar la integració i la transformació del barri, acostant als alumnes a la cultura popular i a la inserció amb la ciutat. L'escola, a més de les tasques docents, organitzava tallers d'estiu i activitats lúdiques.
A mitjans dels anys setanta es van millorar les infraestructures públiques, perquè els terrenys del barri van passar de zona rural a zona urbana. El 1985 es van millorar tots els accessos, ampliant el pont sobre el barranc de l'Escorial i obrint un accés ample des de la carretera de Riudoms. Actualment el barri ha quedat quasi integrat a la ciutat durant els darrers anys, quan s'expandeix Reus cap aquesta zona i sobretot després de la construcció propera de les Piscines Municipals. Queda emmarcat per la carretera de Riudoms, el barranc de Pedret, el camí Vell de Riudoms, la granja Artiga, i al nord els masos de Rovellat, de l'Edelmir i el mas de l'Escut, ja fora del barri. Té com annexes les urbanitzacions de Clarassó i de Boleda, al sumar-se als antics terrenys els masos veïns.